# Juan Manén
Pour les articles homonymes, voir Manen.
Juan Manén (né le 14 mai 1883 à Barcelone, décédé le 26 juin 1971) est un violoniste et compositeur espagnol, d'origine catalane.

## Biographie
Il commence ses études musicales avec son père, un commerçant passionné de musique. Et continue ensuite avec Clemente Ibarguren et avec Frédéric Balart, alors directeur du conservatoire de Barcelone. Il progresse à vive allure en tant que musicien. Ceci étant dû au fait que son père le présente comme « enfant prodige » en tant que pianiste et violoniste.
En 1892, il a neuf ans, il fait une tournée de concertos en Amérique latine. L’année suivante il réalise, pour la première fois, un concert symphonique en Argentine. À partir de 1898 il donne des récitals à travers l’Europe et se produit en duo avec Enrique Granados, Joaquín Nin, Frederic Longas...
C’est le seul violoniste de son temps à avoir interprété la totalité des œuvres de Paganini, même celle considéré comme injouable. Il connut un grand succès en Allemagne où il était comparé à Sarasate.

## Œuvres
Parmi ses œuvres, on compte, les opéras Giovanni di Napoli et Actes en 1903. Créés pour la première fois au Théatre du Liceo à Barcelone. À noter aussi le poème symphonique nova Catalunia, un concerto grosso pour piano, un concerto pour hautbois, deux pour violon, un pour violoncelle, un autre pour piano, une sonate pour guitare, une suite pour violon et aussi une série de Caprices pour violon et orchestre.
Il compose aussi l’arrangement complet du concerto pour violon de Beethoven dont seules les 25 premières mesures sont conservées. Il compose aussi pour le théâtre, une ouverture et deux ballets. Parmi les instruments qu’il possédait on compte un Guarneri construit 1702 appartenant Félix Mendelssohn. On se souviendra principalement de la composition de deux sardanes: -el cavalier enamorar et Camprodon.
Il a réalisé de nombreux écrits : son autobiographie, un traité pour violon et des livrets d’opéra.